# Federazione cestistica della Cambogia
La Federazione cestistica della Cambogia è l'ente che controlla e organizza la pallacanestro in Cambogia.
La federazione controlla inoltre la nazionale di pallacanestro della Cambogia e ha sede a Phnom Penh.
È affiliata alla FIBA dal 1958 e organizza il campionato di pallacanestro della Cambogia.